# Adriaan Stoop
Adriaan Stoop (Dordrecht, 18 oktober 1856 – Bloemendaal, 7 september 1935) was een Nederlands mijnbouwkundige, pionier in de olie-industrie en ondernemer. Hij studeerde in 1878 af aan de Technische Hogeschool Delft met een mijnbouwdiploma en vertrok kort daarna naar Nederlands-Indië.

## Aardolie

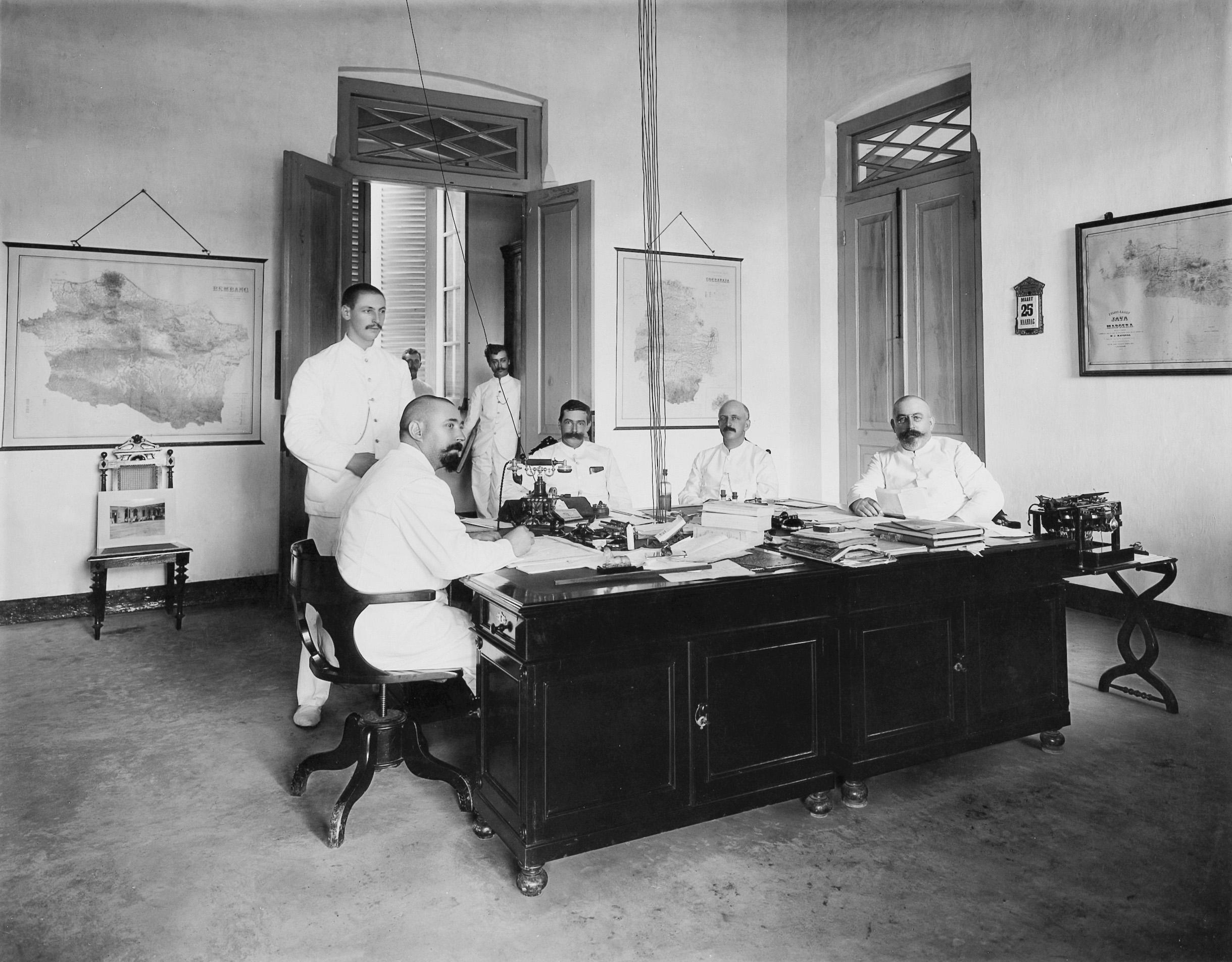
Directie van de Dordtsche Petroleum Maatschappij, bijeen op 25 maart 1896. Rechts Adriaan Stoop, links zittend aan de tafel Jan Stoop. Foto Ohannes Kurkdjian

In 1880 kreeg Stoop de opdracht om in de omgeving van de provinciehoofdstad van Oost-Java, Soerabaja, naar artesische bronnen te zoeken die in de behoefte aan drinkwater zouden kunnen voorzien. Het lukte hem niet om water te vinden, maar bij boringen stuitte hij meermalen op aardolie. Ook rond het oostelijker gelegen Probolinggo zocht Stoop vergeefs naar water, en opnieuw stuitte hij op diep gelegen olielagen. Een verzoek aan de minister van Koloniën om te laten onderzoeken of de aanwezige olie geëxploiteerd zou kunnen worden, werd afgewezen. In 1886 maakte hij een studiereis naar de Verenigde Staten om beter op de hoogte te raken van diepteboringen. Hij bezocht onder meer Andrew Carnegie en de oliestad Oil City in Pennsylvania. Over zijn studiereis stelde hij een rapport samen, 'Rapport over de Petroleum-Industrie in Noord-Amerika', dat verscheen in het Jaarboek van het mijnwezen in Nederlandsch-Indië van 1888.
Opnieuw pleitte Stoop bij de Nederlandse overheid voor onderzoek en exploitatie van de Javaanse oliebronnen, maar ook dit tweede verzoek was vergeefs. Daarom besloot hij het onderzoek en de exploitatie zelf ter hand te nemen in een onderneming voor eigen risico. De gouverneur-generaal ondersteunde zijn streven en stelde hem voor drie jaar vrij van overheidsdienst. Ondertussen zocht Stoop bij familieleden naar startkapitaal. Zijn broer Frederik (1854-1933), die als bankier in Londen werkzaam was, voorzag hem van 50.000 gulden, en met het geld van anderen bereikte hij een startkapitaal van honderdvijftigduizend gulden. De onderneming, opgericht in 1887, werd Dordtsche Maatschappij tot opsporen en exploiteren van oliebronnen op Java genoemd, in 1890 hernoemd tot 'Dordtsche Petroleum Maatschappij'. Het hoofdkantoor van deze maatschappij stond in Soerabaja. In de omgeving van Soerabaja, maar ook op andere plaatsen kon de 'Dordtsche' belangrijke concessies voor de exploitatie van olievelden verwerven.
In 1888 werd de eerste spuitende oliebron aangeboord, en begon het bedrijf te functioneren. Aanvankelijk werd vooral lampolie gefabriceerd, maar de onderneming kon snel worden uitgebreid en leverde ook smeerolie, benzine en andere aardolieproducten. In 1896 keerde Stoop definitief naar Nederland terug om de leiding van het bedrijf in Europa op zich te nemen; zijn broer Jan (1858-1931) werd directeur van het bedrijf in Indië. 

## Terug in Nederland

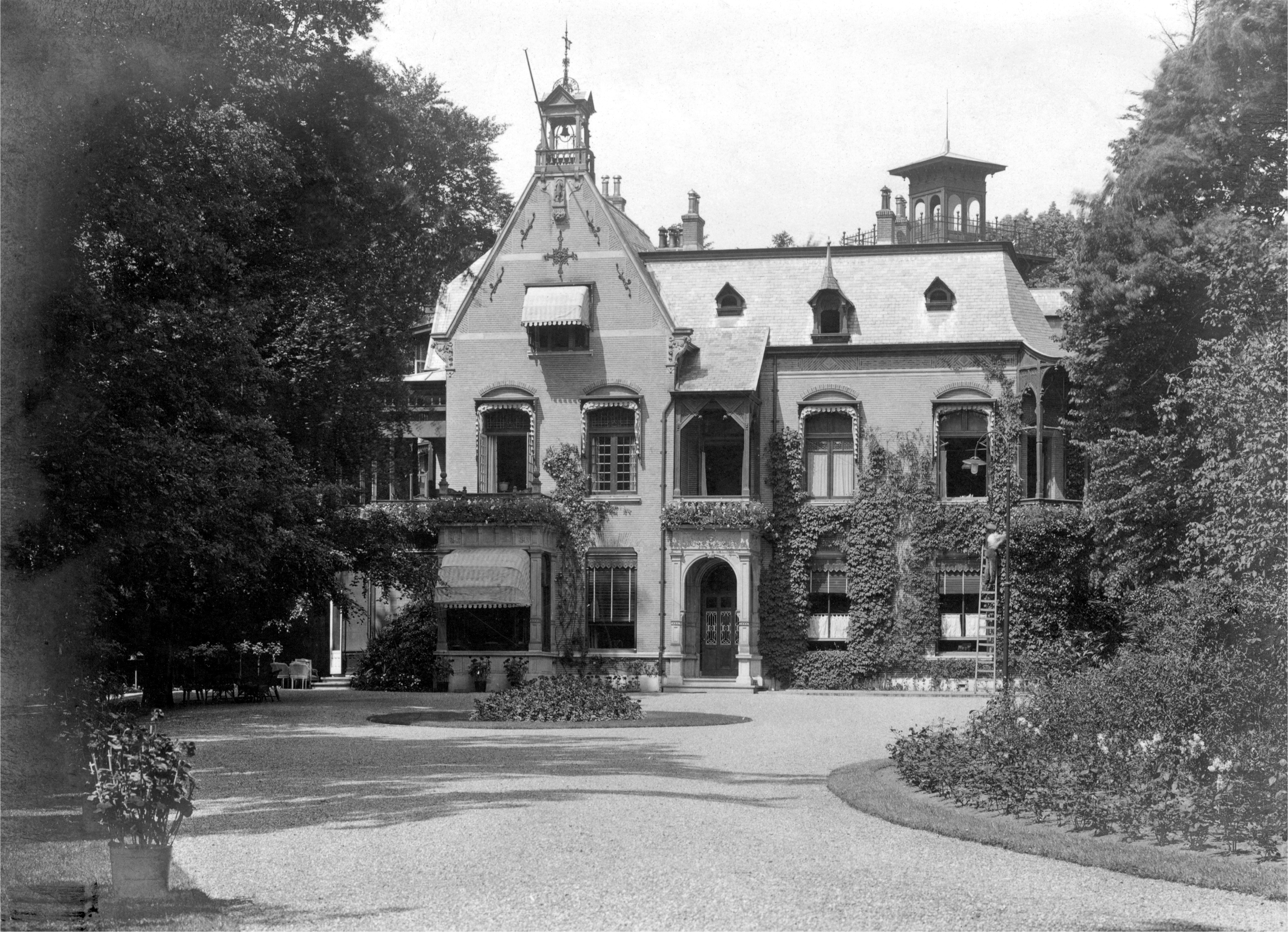
Villa De Rijp in Bloemendaal. De foto werd gemaakt door Adriaan Boer en dateert uit 1915.

In 1896 bracht Adriaan Stoop de Dordtsche Petroleum Maatschappij naar de beurs om het kapitaal te vergroten en het bedrijf verder uit te breiden. Er werd een nieuwe onderneming opgericht, de Dordtsche Petroleum-Industrie Maatschappij. De 350 oorspronkelijke aandelen werden verkocht en in een nieuwe emissie omgezet: de nieuwe maatschappij gaf voor 10 miljoen gulden aandelen uit plus vijf miljoen aan preferente aandelen, en vijf miljoen aan obligatieleningen. Per aandeel ontvingen de oorspronkelijke aandeelhouders 14.900 gulden plus aandelen ter waarde van 20.000 gulden, een zeer aanzienlijke winst, die getuigt van de vooruitziende blik van Stoop. 
Zelf behoorde de mijnbouwingenieur daarmee ook opeens tot de zeer rijken. Hij vestigde zich in Bloemendaal, waar hij Villa de Rijp kocht, Bloemendaalseweg 138, een kasteelachtig landhuis. Het was in 1892 gebouwd naar ontwerp van de architect Paul du Rieu. Het gebouw werd in 1960 gesloopt. Omdat er in het dorp geen goede school was, stichtte Stoop de Bloemendaalsche Schoolvereeniging en financierde hij de bouw van een lagere school. In 1916 financierde hij de aanleg van een zwembad in Overveen, dat bekend staat als Stoops Bad; het is nu rijksmonument en deels appartementencomplex.

## Boren in Beieren
In 1902 vernam Stoop van olievondsten in de Beierse plaats Wiessee aan de Tegernsee. Hij informeerde zich over de vondsten en de mogelijkheden, en besloot een nieuwe onderneming te beginnen. Hij verwierf de boorrechten van de westkant van het dal en begon een reeks proefboringen. In 1906 werd winbare aardolie aangetroffen, en in 1907 werd een bedrijf gesticht, de Erste Bayerische Petroleum-Gesellschaft met een startkapitaal van 1.500.000 mark (ca. 900.000 toenmalige guldens), dat voor de helft gedragen werd door de Dordtsche Petroleum Industrie Maatschappij en voor de andere helft door Stoop persoonlijk. In totaal zou er (tot en met 1912) zo'n 2 miljoen liter olie opgepompt worden. 
In 1909 werd in plaats van olie een warmwaterbron aangeboord. Een arts uit Wiessee, Erwin von Dessauer, ontdekte de balneologische mogelijkheden van deze bron, en nu werd de aandacht verlegd van de olie naar het warme, sterk zwavel- en jodiumhoudende water. Stoop nam het aandeel van de Dordtsche over, omdat er van olieboren niets meer kwam. Er verrees een kleine badinrichting, maar Stoop liet al in 1912-1913 naast de boortoren een aanzienlijk badhuis bouwen. De Erste Bayerische Petroleum Gesellschaft werd omgetoverd in de Jod-Schwefelbad Wiessee GmbH, en de Nederlandse ingenieur die de olieboringen had geleid, Anton Simon Driessen, werd de eerste directeur van het warmwaterbad. 
Door het succes van het kuuroord werd in 1922 aan de stad Wiessee het predicaat 'bad' verleend, waarmee de naam in Bad Wiessee veranderde. Stoop werd in hetzelfde jaar benoemd tot ereburger van Bad Wiessee.

## Koninklijke Olie

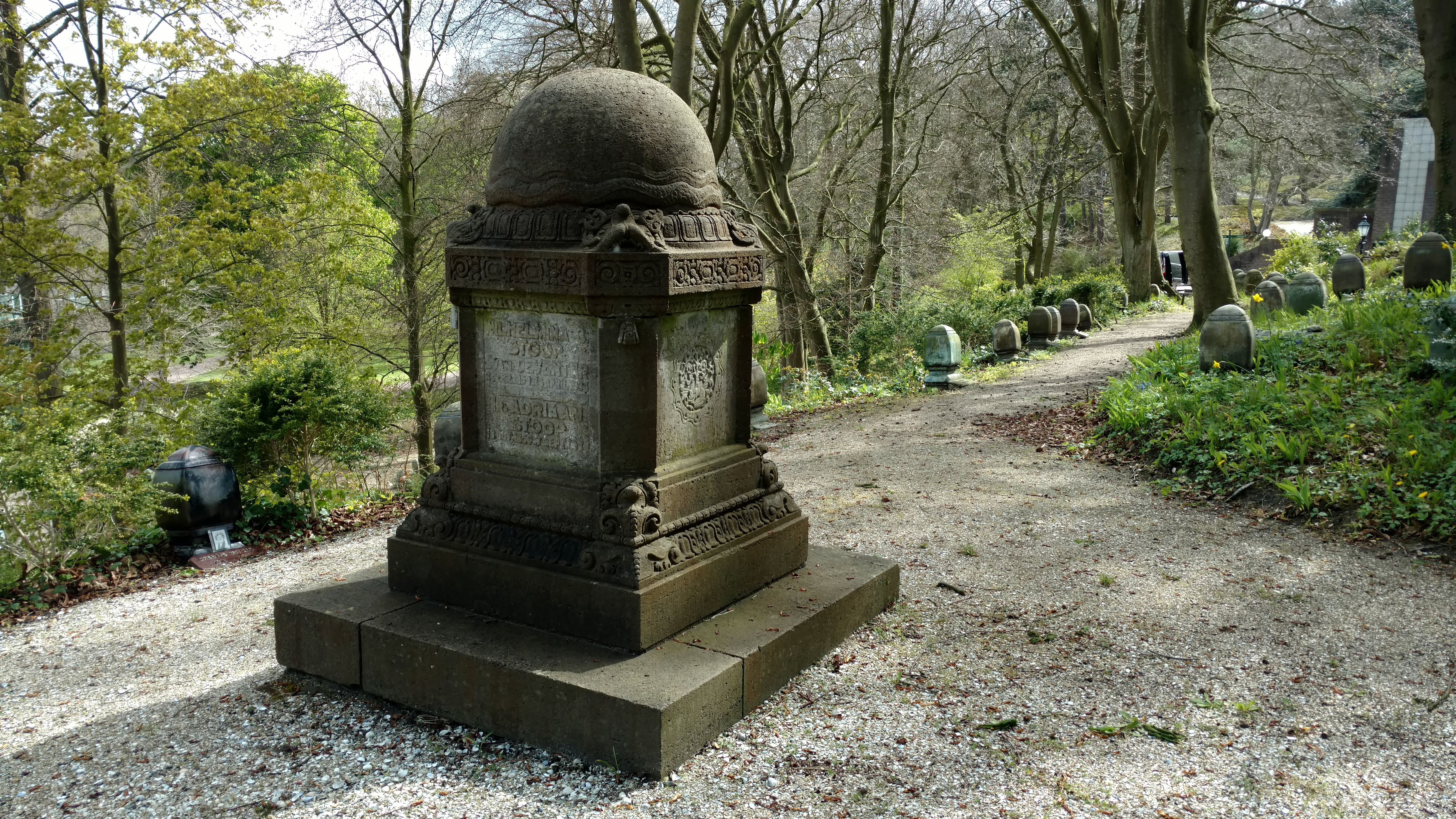
Het graf van Adriaan en Wilhelmina Stoop (met haar broer Conrad Theodor van Deventer en haar schoonzus Elizabeth Maas) op Westerveld. Foto Stefan Meister

Via een ruil van aandelen in 1911 werd de Dordtsche Petroleum-Industrie Maatschappij overgenomen door Koninklijke Olie, die daardoor de beschikking kreeg over een aantal oliebronnen op Java. 
Sindsdien was Dordtsche Petroleum een houdstermaatschappij van Koninklijke Olie. In 1948 werd de claimemissie van Koninklijke Olie gevolgd. In maart 1992 had Dordtsche Petroleum een belang van 6,24% in het aandelenkapitaal van Koninklijke Olie. In 2000 werd de houdstermaatschappij overgenomen en is een einde gekomen aan de notering van (gewone en preferente) aandelen Dordtsche Petroleum aan de Amsterdamse effectenbeurs. De aandelen Koninklijke Olie werden verkocht aan ABN-AMRO en de Dresdner Bank voor ruim 19 miljard gulden.